# Stephan Schmidt (Fußballtrainer)
Stephan Schmidt (* 19. August 1976 in Berlin) ist ein deutscher Fußballtrainer und ehemaliger -spieler.

## Spielerkarriere
Seine Jugendzeit verbrachte Schmidt beim Mariendorfer SV und dem BFC Preussen, anschließend bis 1994 bei Hertha Zehlendorf. Nach einem Jahr bei der Jugend der Reinickendorfer Füchse spielte er von 1995 bis 1998 in der ersten Mannschaft der Füchse. Danach folgten zwei Jahre beim SV Babelsberg 03. 2000 wechselte er zu Preußen Münster und kehrte für die Saison 2002/03 zum SV Babelsberg zurück. 2003 verpflichtete ihn Hertha BSC für seine Amateurmannschaft, in der er Kapitän wurde. 2005 wechselte Schmidt zu Tennis Borussia Berlin und ließ in der Saison 2007/08 bei Grün-Weiß Vallstedt seine Karriere ausklingen.

## Trainerkarriere
Nach dem Ende seiner Spielerkarriere kehrte Schmidt 2007 zu Hertha BSC zurück und arbeitete dort als Co-Trainer der U19-Mannschaft. 2009 schloss er die Ausbildung zum Fußballlehrer ab und wechselte anschließend zum VfL Wolfsburg, dessen U19 er als Cheftrainer übernahm. Während er in seinem ersten Jahr mit der Mannschaft nur den zweiten Tabellenplatz in der U19-Bundesliga-Staffel Nord/Nordost belegte, erreichte er in der Saison 2010/11 den ersten Platz und gewann anschließend mit dem Team die deutsche A-Junioren-Meisterschaft. Auch in der folgenden Saison belegte sein Team den ersten Platz, scheiterte im Halbfinale jedoch im Elfmeterschießen an der U19 des FC Schalke 04.
Seine Trainerkarriere im Profibereich begann Schmidt im Juli 2012, als er einen Zweijahresvertrag beim Zweitligisten SC Paderborn 07 unterzeichnete. Zwei Spieltage vor Saisonende reagierte der SC Paderborn 07 am 5. Mai 2013 auf eine anhaltende Negativserie; der Verein und Schmidt trennten sich im beiderseitigen Einvernehmen. Die Mannschaft rangierte zu dem Zeitpunkt mit 39 Punkten auf dem elften Tabellenplatz.
Am 6. November 2013 wurde Schmidt Nachfolger von Rudi Bommer bei Energie Cottbus. Bei dem abstiegsbedrohten Zweitligisten erhielt er einen Vertrag bis Sommer 2015. Nach bis dahin neun sieglosen Spielen (acht Niederlage, ein Remis) trennte sich der Verein am 24. Februar 2014 als Tabellenletzter wieder von Schmidt. Sein Nachfolger wurde Jörg Böhme.
Im Sommer 2015 kehrte Schmidt in den Jugendbereich zurück und wurde Jugendtrainer beim FC Schalke 04, bei dem er die U16-Junioren übernahm. Ab Sommer 2016 trainierte Schmidt die U17-Mannschaft des Vereins und zog mit ihr ins Halbfinale der B-Junioren-Meisterschaft ein, wo man jedoch dem späteren Meister FC Bayern München unterlag.
Zur Saison 2017/18 verpflichtete der Zweitliga-Absteiger Würzburger Kickers Schmidt als neuen Cheftrainer in der Dritten Liga. Nach einem enttäuschenden Saisonstart mit zehn Punkten aus den ersten elf Spielen wurde Schmidt am 2. Oktober 2017 von seinen Aufgaben entbunden. Nachfolger wurde sein bisheriger Co-Trainer Michael Schiele.
Zur Saison 2018/19 wurde Schmidt wieder Trainer einer Jugendmannschaft und folgte auf Christoph Dabrowski als Trainer der U19 bei Hannover 96. Nach vier Jahren in Hannover kehrte er im Sommer 2022 zu Hertha BSC zurück, wo er Trainer der U17-Junioren wurde. Ein Jahr später berief ihn der Verein im Sommer 2023 als neuen Trainer der zweiten Mannschaft in der Regionalliga Nordost.

## Film
- Trainer! (2013) mit Jürgen Klopp, Hans Meyer, Armin Veh, Stephan Schmidt, André Schubert und Frank Schmidt, Dokumentarfilm von Aljoscha Pause

## Buch
- Im Glanz des vierten Sterns: Das Geheimnis des Erfolgs – Talentförderung im deutschen Fußball. Oktober 2015. Meyer & Meyer Verlag.